# Sciurus aestuans
Lo scoiattolo della Guiana (Sciurus aestuans Linnaeus, 1766) è una specie di scoiattolo arboricolo del genere Sciurus originaria del Sudamerica.

## Tassonomia
Attualmente, gli studiosi riconoscono dieci sottospecie di scoiattolo della Guiana:
- S. a. aestuans Linnaeus, 1766 (Suriname e Amazzonia settentrionale);
- S. a. alphonsei Thomas, 1903 (Pernambuco);
- S. a. garbei Pinto, 1931 (Espírito Santo e Bahia);
- S. a. georgihernandezi Barriga-Bonilla, 1966 (Colombia);
- S. a. henseli Miranda Ribeiro, 1941 (Uruguay);
- S. a. ingrami Thomas, 1901 (Regione Sud-Est del Brasile);
- S. a. macconnelli Thomas, 1901 (Guyana, monte Roraima);
- S. a. poaiae Moojen, 1942 (Guyana francese);
- S. a. quelchii Thomas, 1901 (Massiccio della Guiana);
- S. a. venustus J. A. Allen, 1940 (Venezuela).

## Descrizione
Lo scoiattolo della Guiana pesa circa 300 g; il corpo misura 20,2 cm e la coda 18 cm. Sul dorso la pelliccia assume varie tonalità di marrone, da quelle chiare a quelle più scure, mentre sul ventre è più chiara, di colore grigio o arancione. Sul mento spesso è presente una chiazza bianca. La colorazione dorsale varia molto da un esemplare all'altro. La coda è molto folta e le estremità dei peli che la costituiscono, spesso di colore arancione, danno l'impressione che siano presenti fasce indistinte di questo colore.

## Distribuzione e habitat
L'areale dello scoiattolo della Guiana si estende dal Venezuela alla Guiana e, verso sud, fino all'Argentina, dove è presente solamente nella Provincia di Misiones. L'animale vive anche sulla sponda paraguayana del fiume Paraná e in tutto il Brasile meridionale, fino alla costa atlantica.
Si incontra in vari tipi di foresta, dalle foreste a galleria lungo le coste dell'Atlantico a quelle pluviali dell'Amazzonia. Compare spesso anche nei giardini urbani.

## Biologia
Oltre a nutrirsi di frutta e noci, lo scoiattolo della Guiana mangia anche uova e nidiacei. In alcune aree del Brasile meridionale, la dieta di questo animale è composta quasi interamente (per il 91%) dai frutti delle palme dei generi Astrocaryum, Polyandrococos e Attalea. Sempre nella stessa zona, gli studiosi hanno scoperto che lo scoiattolo stesso cade talvolta vittima del cebo dai cornetti (Cebus apella). È solitario e territoriale, ma talvolta è stato visto collaborare con i propri simili per far fuggire un felino predatore, il margay.

## Conservazione
Malgrado la deforestazione, lo scoiattolo della Guiana è ancora molto numeroso e la sua popolazione sembra essere al sicuro; per questo motivo la IUCN lo inserisce tra le specie a rischio minimo.